# Dionigi Latomo Massa
Dionigi Latomo Massa (Brindisi, 14 marzo 1703 – Alessano, 8 gennaio 1780) è stato un vescovo cattolico italiano, nominato vescovo di Alessano da Benedetto XIV il 16 dicembre 1754.

## Biografia
Di nobile famiglia brindisina, nasce a Brindisi, oggi capoluogo di provincia e sede arcivescovile, il 14 marzo 1703 e si addottora in utroque iure presso l'Università degli Studi di Roma "La Sapienza" il 22 maggio 1726. 

### Ministero presbiterale
Riceve l'ordinazione presbiterale il 16 aprile 1729 e un beneficio canonicale per la cattedrale di Brindisi il 23 dicembre 1730. Il 14 dicembre 1737 il vescovo Alessio Tommaso De Rossi, nativo di Nardò, lo chiama come vicario generale della diocesi di Teramo, dove rimane fino agli inizi del 1747 quando al vescovo è tolta la possibilità di risiedervi e la diocesi viene governata da un vicario apostolico.
Quando l'arcidiocesi di Brindisi rimane vacante per il trasferimento di Antonino Sersale a Taranto, il Capitolo Cattedrale lo elegge vicario capitolare. Governa l'arcidiocesi brindisina dal 30 novembre 1750 fino ai primi di febbraio 1751 e qualche mese più tardi, il 6 ottobre, è nominato vicario generale da Francesco Carafa, vescovo di Nardò. Conserva tale ufficio fino al giugno del 1754.

### Ministero episcopale
Papa Benedetto XIV lo nomina vescovo di Alessano il 16 dicembre 1754 e nel decreto di nomina gli è fatto obbligo di restaurare opportunamente la cattedrale ed istituire il seminario diocesano. Non tarda a venire nella sede di cui prende personalmente possesso il 26 gennaio 1755. La dispersione degli archivi alessanesi impedisce di ricostruire l'attività pastorale di cui dà notizia soltanto il vescovo stesso nelle sue sette relazioni per le visite ad limina.
Nei primi anni porta a compimento l'arredamento della Basilica santuario di Santa Maria de Finibus Terrae che il predecessore Giovanni Giannelli (1718-1743) aveva riedificato dalle fondamenta. Ordina la costruzione dell'altare maggiore con marmi policromi ed acquista sei candelieri d'argento e alcune lampade pure d'argento che andranno perduti probabilmente con l'occupazione napoleonica. Infine consacra il tempio il 19 ottobre 1755, anno in cui visita l'intera diocesi, come poi ripete per diciannove volte, sebbene non abbia potuto assolvere col medesimo zelo l'altro dovere episcopale, la celebrazione dei sinodi.
A più riprese esprime il desiderio di convocarne uno, ma dal 1769 in poi dichiara di rinviarlo a tempo più opportuno; il suo episcopato coincide con l'età ferdinandea in cui il governo borbonico riprende con rinnovato vigore la politica di erosione dei privilegi, delle immunità e delle proprietà ecclesiastica. Il vescovo non trova solo resistenze nella costruzione della cattedrale. A partire dalla relazione del 1769, afferma di dover difendere la giurisdizione ecclesiastica dalle frequenti violazioni dei laici e dai ricorsi ai tribunali regi su questioni che tradizionalmente erano state di sua competenza. 
Verso la fine dell'episcopato, nel 1775, egli deve difendere il diritto di riscuotere le decime nei feudi di Castrignano del Capo e di Patù e, con una causa che gli costerà quattrocento ducati, riesce a farseli riconoscere. Per il Capitolo ed il clero della cattedrale chiama un maestro di canto e cura, poi, che ogni sabato si tengano le riunioni liturgiche e che il teologo, ogni domenica, spieghi la Sacra Scrittura e diriga la soluzione dei casi morali. Constatato che la vita capitolare era regolata da consuetudini trasmesse oralmente, nel 1756 stabilisce un termine entro il quale il Capitolo debba redigere le proprie costituzioni.
Circa le ordinazioni presbiterali, egli afferma di attenersi alle disposizioni concordatarie del 1741, ma non riesce ad istituire il seminario diocesano di cui si rilevava l'urgente necessità negli anni. Esortato dalla Congregazione del concilio fin dal 1761, spera di provvedervi appena terminata la costruzione della cattedrale che diviene, a partire dal 1760, la sua opera maggiore.

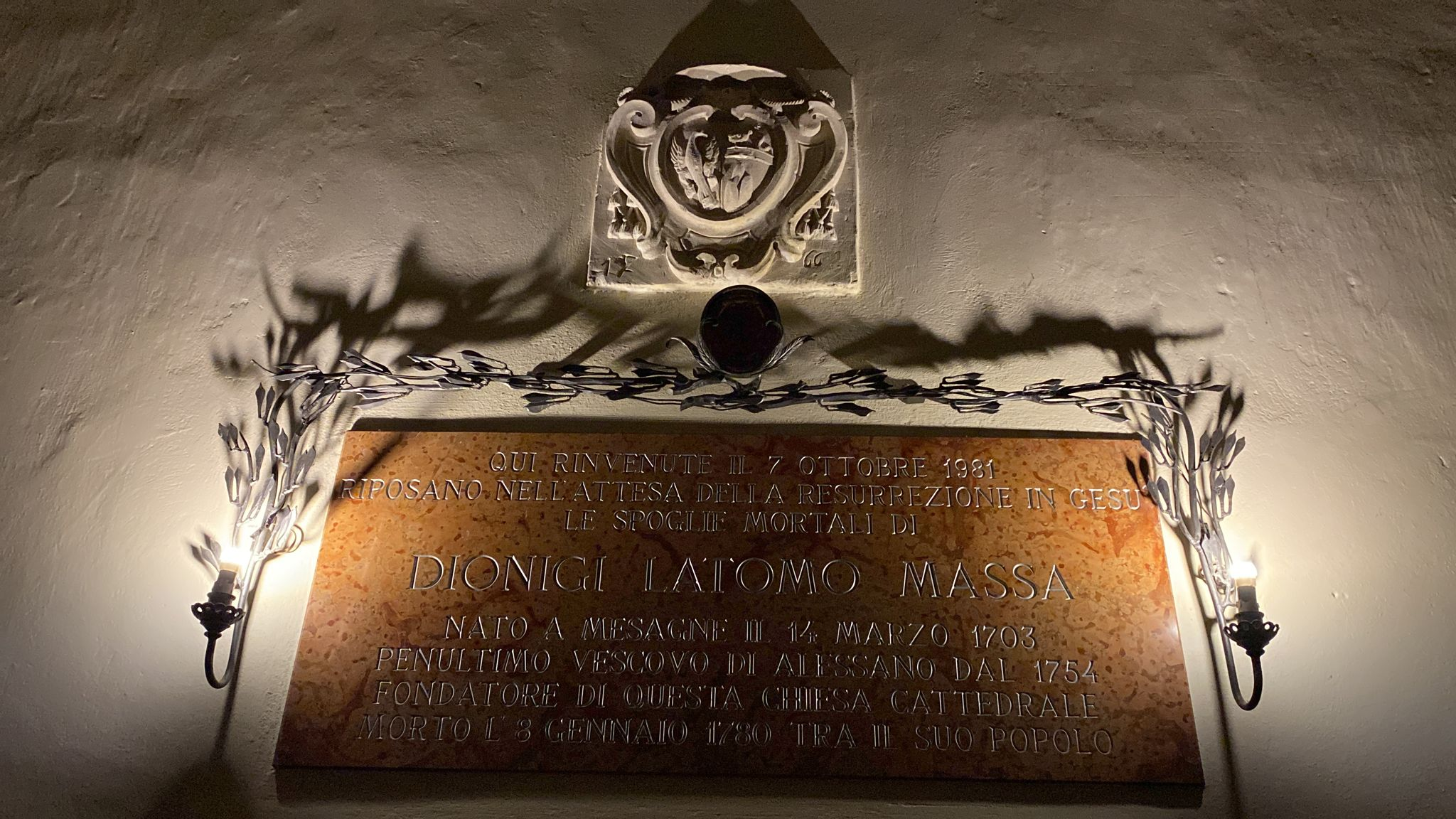
Targa in ricordo di Dionigi Latomo Massa nel luogo in cui riposano le sue spoglie, all'interno della Chiesa collegiata di San Salvatore

Muore in Alessano l'8 gennaio 1780, dopo venticinque anni di episcopato.

## Genealogia episcopale
La genealogia episcopale è:
- Cardinale Sigismund von Kollonitz
- Cardinale Mihály Frigyes von Althann
- Cardinale Juan Álvaro Cienfuegos Villazón, S.I.
- Cardinale Joaquín Fernández de Portocarrero
- Vescovo Dionigi Latomo Massa